# Осёл в львиной шкуре
«Осел в львиной шкуре» — одна из басен Эзопа, у которой есть две разные версии. Существует также несколько восточных вариантов. Соответственно эта история интерпретируется по-разному.

## Варианты
В одной из двух древнегреческих версий, которая внесена в индекс Перри под номером 188, рассказывается об осле, который, надев львиную шкуру, развлекается тем, что наводит ужас на встречающихся ему на пути глупых животных. Наткнувшись, наконец, на лису, он также пытается испугать её, но как только та слышит звук его рёва, она сразу же распознаёт подмену. Из этого следует мораль басни: «одежда может замаскировать дурака, но его слова выдадут его». Именно эта версия появляется под номером 56 в сборнике древнегреческого поэта-баснописца Бабрия.
Вторая версия басни значится под номером 358 в индексе Перри. Её отличие в том, что осёл надевает шкуру, чтобы иметь возможность беспрепятственно пастись в поле, но его выдают за уши и его наказывают за обман. Помимо древнегреческих версий этой басни, существует и вариант римского поэта-баснописца начала V века Авиана, которую позаимствовал английский издатель XV века Уильям Кекстон. Мораль в этой версии предостерегает читателя от самонадеянности. Ссылки на этот сюжет получили широкое распространение в литературных произведениях, начиная с классических времён и эпохи Возрождения. Так он упоминается в «Короле Иоанне» Уильяма Шекспира. Басня Лафонтена (книга 5, басня 21), опубликованная в 1668 году, также соответствует этой версии. Мораль, которую выводит Лафонтен, сводится к тому, что не следует доверять внешнему виду и тому, что одежда не красит человека.

## Народные мотивы и поговорки
В Индии аналогичный сюжет присутствует в буддийских притчах, джатаках. Согласно одной из них, хозяин осла надевает на своего животного львиную шкуру и отпускает его пастись на пшеничных полях, пока сам он находится в разъездах. Жители деревни сначала испытывают страх, но затем они поднимаются против грозного хищника и гонят его. Тот начинает реветь и выдаёт свою сущность. В итоге осла забивают до смерти. В похожей по смыслу джатаке, у самки шакала ото льва рождается сын, похожий на своего отца, но воющий как шакал. Поэтому ему рекомендуется хранить молчание в будущем, но в конце концов голос всё-таки выдаёт его истинную сущность. Этот же смысл проявляется в сефардской пословице «Молчащий осёл сойдёт за мудрого» (сеф. Asno callado, por sabio contado), молчаливый осел считается мудрым, английский эквивалент подобной поговорки: «Дурак не проявится, пока не откроет рот».
История об осле в львиной шкуре в различных вариациях идиоматически присутствует и в других различных других языковых культурах. На латыни ей соответствует фраза Leonis exuviae super asinum, на китайском — «Коза в тигровой шкуре» (羊質虎皮). В китайской сказке коза принимает вид тигра, но продолжает есть траву, как обычно. Когда он замечает волка, инстинкт берёт верх, и коза бросается наутёк.

## Более поздние отсылки

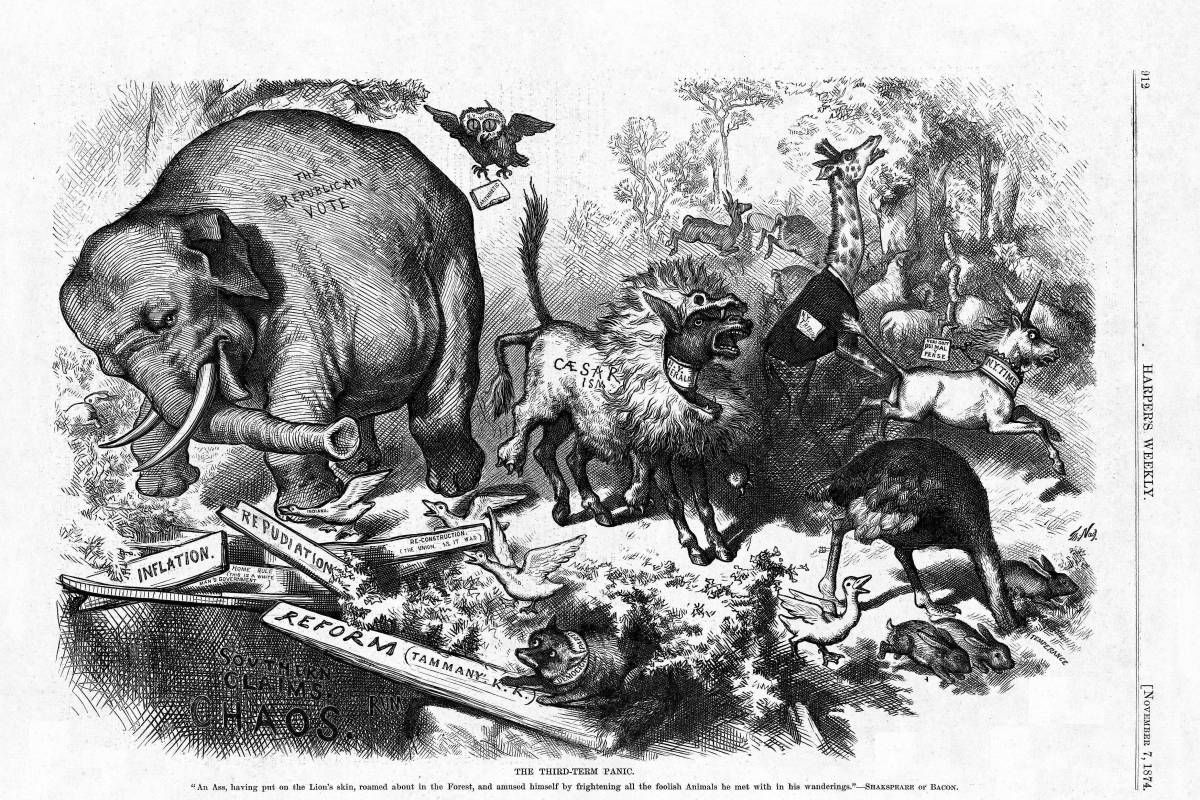
Карикатура Томаса Наста «Паника на третьем сроке»

Сюжет басни об осле в львиной шкуре была одной из нескольких басен Эзопа, использованных американским политическим карикатуристом Томасом Настом, когда в 1874 году ходили слухи, что президент-республиканец Улисс Грант через два года попытается баллотироваться на беспрецедентный третий президентский срок. Примерно в то же время появилось ложное сообщение о том, что из зоопарка Центрального парка сбежали животные и бродят по Нью-Йорку. Наст объединил эти два предмета в одной карикатуре, опубликованной в еженедельнике Harper’s Weekly от 7 ноября 1874 года под названием «Паника третьего срока». На ней изображён осёл в львиной шкуре с надписью «Цезарь», разгоняющего по разным сторонам животных, представляющих различные интересы.
Сюжет басня также использовался и в литературе XX века. В «Последней битве», заключительной книге в серии Клайва Стейплза Льюиса «Хроники Нарнии», осла по прозвищу Лопух обманом заставляют носить львиную шкуру, а затем манипулируя им, обманывают простодушных нарнийцев, которые верят в то, что лев Аслан вернулся в Нарнию.